# Manchester Parish
Manchester ist ein Landkreis (parish) im Süden von Jamaika. Hauptstadt ist Mandeville, die einzige Hauptstadt eines Parish, die nicht am Meer oder an einem großen Fluss liegt. Der Nationalheld Norman Washington Manley wurde hier geboren.

## Geschichte
Manchester wurde 1814 aus Teilen der Parishes Saint Elizabeth, Clarendon und Vere gebildet. Damit ist es einer der jüngsten Landkreise auf Jamaika. Grund für die Neuordnung war der Wunsch der Bewohner des Gebiets näher an einem Verwaltungszentrum zu leben. Den Namen erhielt es von William Montagu, 5. Herzog von Manchester, der 19 Jahre lang Gouverneur der Insel war.
Die Hauptstadt Mandeville wurde nach seinem ältesten Sohn, Lord Mandeville benannt.
Bis zum Ende der Sklaverei gab es große Kaffeeplantagen. Die ehemaligen Sklaven machten sich als Bauern selbständig. Im Gegensatz zu anderen Regionen Jamaikas wurde in Manchester nie Zucker angebaut. Die Kartoffel wurde hier auf der Insel eingeführt, ebenso wie die wirtschaftlich wichtige Ortanique, eine Mischung aus Orange und Mandarine. 
In der Region wurden Inschriften Taíno und Arawak, der Ureinwohner Jamaikas gefunden.

## Geographie
Manchester grenzt im Westen an Saint Elizabeth, im Osten an Clarendon und an Trelawny im Norden. Auf 830 km² lebten 2001 190.000 Menschen, davon  30.485 in der Hauptstadt.
Der Parish wird durchzogen von den drei Bergketten Figuerero Mountains, May Day Mountains und Carpenters Mountains. Der höchste Punkt liegt bei rund 900 Meter über dem Meeresspiegel.
Wie in vielen Regionen Jamaikas besteht der Untergrund auch hier zu über 90 % aus Kalkstein. Es gibt zahlreiche Höhlen, Dolinen und unterirdische Flussläufe. Oxford Cave ist die größte Höhle im Gebiet. 
Die wenigen Flüsse sind klein und fließen teilweise unterirdisch. Die Wasserversorgung ist im Süden Manchesters ein großes Problem.

## Wirtschaft
Das bergige Land und die Trockenheit verhindern eine intensive landwirtschaftliche Nutzung. Dennoch werden Bananen, Kaffee, Piment, Ingwer und Annatto angebaut, ebenso wie Zitrusfrüchte und Kartoffeln. Der Großteil wird exportiert.
Wie im benachbarten Clarendon wurde auch hier Bauxit abgebaut.